# Балтийская АЭС
Балти́йская атомная электростанция (Калининградская АЭС) — недостроенная атомная электростанция в Неманском районе Калининградской области. Балтийскую АЭС планировалось построить в 12 километрах к юго-востоку от города Неман (около 10 километров от границы с Литвой), на территории Лунинского сельского поселения, в 2 километрах северо-западнее поселка Маломожайское. АЭС должна была состоять из двух энергоблоков общей мощностью 2388 MВт. Планировалось, что после её постройки Калининградская область из энергодефицитного региона превратится в экспортёра электроэнергии. Стоимость строительства Балтийской АЭС оценивалась в 4,8 млрд евро, а вместе с инфраструктурой — 6,23 млрд евро.
25 февраля 2010 года состоялась торжественная церемония закладки первого камня на строительстве Балтийской АЭС. Основной этап строительных работ начался в апреле 2011 года.
В апреле 2014 года строительство станции было приостановлено и практически заморожено. Официально строительство станции было приостановлено приказом АО «Концерн Росэнергоатом» от 26.09.2018 № 9/1306-П «О приостановлении строительства Балтийской АЭС». По состоянию на 2018 год, готовность станции оценивалась в 12 %, в том числе энергоблока № 1 — 18 %, энергоблока № 2 — 2 %. В 2020 году был заключён договор на разработку проекта консервации построенных сооружений. Все работы по консервации были завершены в 2024 году, стоимость работ оценивается в 3 млрд рублей (прим. 14 млн евро).

## Предыстория
Первый проект строительства АЭС на берегу Балтийского моря в Калининградской области появился в первой половине 1970-х годов в связи с дефицитом электрической энергии в Западном Берлине. Деловые круги ФРГ предложили Советскому правительству производить электроэнергию для экспорта в Западный Берлин и ФРГ в обмен на поставку необходимого оборудования западногерманского производства. С западногерманской стороны подрядчиком строительства выступала компания Kraftwerkunion, объём инвестиций оценивался в сумму порядка 1,5 млрд долл. США, срок сдачи станции в эксплуатацию — 1980 год. Рассматривались возможности предоставления Советскому Союзу целевого кредита на строительство АЭС в Калининграде с частичной оплатой его поставками энергии. Мощность запроектированной энергетической установки составляла 1250 МВт, транзит энергии в Западный Берлин должен был осуществляться по территории ГДР с помощью ЛЭП 380кВ. По ряду причин, включая разногласия по стоимости поставляемой энергии и стоимости реактора, ввиду позиции правительства ГДР и давлению извне сделка не была реализована

## Описание станции
Балтийскую АЭС в составе двух энергоблоков предполагается разместить на территории Калининградской области в 120 км от г. Калининград, в 60 км от побережья Куршского залива и в 12 км к юго-востоку от города Неман.
Зона основного производства состоит из моноблоков, скомпонованных в единый строительный объём главных корпусов. В состав каждого из них входят: здание реакторного отделения с парогенераторами, машинное отделение, вспомогательный корпус (химический цех), административно-бытовой корпус, хранилище свежего топлива и твёрдых радиоактивных отходов, здание электротехнических устройств, корпус водоподготовки с баковым хозяйством, а также отдельно стоящие: вентиляционная труба, здание резервной дизельной электростанции системы аварийного электроснабжения с баками запаса дизельного топлива, сооружение блочных трансформаторов, насосная станция водяного автоматического пожаротушения.
На территории промышленной площадки будут размещены башенные испарительные градирни с насосными станциями и брызгальные бассейны для охлаждения ответственных потребителей реакторного отделения.
Будет рассмотрена оборотная система технического водоснабжения — в качестве источника подпитки для компенсации испарения предполагается использование пресной воды из реки Неман.
Предварительные оценки оборотного расхода воды на техническое водоснабжение создаваемых энергоблоков составляют ориентировочно 8000 м3/ч. Хозяйственно-питьевое водоснабжение площадки предусматривается выполнить от источников пресной воды в соответствии с санитарными нормами и правилами.
Предварительный расход воды питьевого качества на хозяйственно-питьевые нужды составляет до 900 м3/сут. Производственное водоснабжение сооружаемых объектов по предварительным оценкам составляет до 3000 м3/сут. Для подачи воды потребителям предусматривается использовать отдельные насосы с забором воды из производственно-противопожарных резервуаров.
Источниками воды для производственно-противопожарных нужд предполагаются система оборотного технического водоснабжения, очищенные производственные и дождевые стоки.
Системы безопасности Балтийской АЭС используют четырёхканальную структуру, применяющуюся в строящихся и уже действующих проектах в России и за рубежом. При этом конструкция систем безопасности предусматривает специальные технические средства, предназначенные для управления запроектными авариями: пассивная система отвода тепла от защитной оболочки, система удаления водорода, ловушка расплава, система защиты первого контура от превышения давления. Системы автономного электроснабжения Балтийской АЭС позволяют более 72 часов поддерживать работу систем охлаждения реакторов при полном обесточивании внешнего электропитания.
Расчётная интенсивность землетрясений на станции была определена равной 7 баллов, при сейсмическом микрорайонировании это значение было уменьшено до 6 баллов.
В качестве принципиальной основы проекта «АЭС-2006», разрабатываемого для площадки Балтийской АЭС, принята концепция с водо-водяным энергетическим реактором ВВЭР-1200, модернизированная с учётом опыта эксплуатации серийных энергоблоков АЭС с ВВЭР-1000, наработавших более 130 реакторо-лет. В состав энергоблока входит реакторная установка ВВЭР-1200 (главный конструктор ФГУП ОКБ «Гидропресс»). Все радиоактивные отходы в твёрдом состоянии находятся на хранении на территории АЭС в специальном хранилище до вывоза их на переработку на спецкомбинате. Отработавшее ядерное топливо после выдержки вывозится спецтранспортом на завод по переработке ядерного топлива. Нерадиоактивные отходы поступают на соответствующий полигон промышленных отходов.
Основные целевые технико-экономические характеристики и показатели Балтийской АЭС:
- установленная номинальная мощность энергоблока — не менее 1170 МВт(э);
- число энергоблоков — 2 шт.;
- срок службы энергоблока — 50 лет;
- среднегодовой коэффициент готовности к работе на установленной номинальной мощности — 0,92.

### Энергоблоки
| Энергоблок        | Тип реакторов | Мощность | Мощность | Начало строительства    | Подключение к сети                                                    | Ввод в эксплуатацию                                                   | Закрытие                                                              |
| Энергоблок        | Тип реакторов | Чистая   | Брутто   | Начало строительства    | Подключение к сети                                                    | Ввод в эксплуатацию                                                   | Закрытие                                                              |
| ----------------- | ------------- | -------- | -------- | ----------------------- | --------------------------------------------------------------------- | --------------------------------------------------------------------- | --------------------------------------------------------------------- |
| Балтийск-1 (план) | ВВЭР-1200/491 | 1109 МВт | 1194 МВт | 22.02.2012              | Строительство официально остановлено в 2018 году при готовности 18 %. | Строительство официально остановлено в 2018 году при готовности 18 %. | Строительство официально остановлено в 2018 году при готовности 18 %. |
| Балтийск-2 (план) | ВВЭР-1200/491 | 1109 МВт | 1194 МВт | Подготовительные работы | Строительство официально остановлено в 2018 году при готовности 2 %.  | Строительство официально остановлено в 2018 году при готовности 2 %.  | Строительство официально остановлено в 2018 году при готовности 2 %.  |

### Потребители электроэнергии
Количество электроэнергии, вырабатываемой двумя реакторами Балтийской АЭС (2300 МВт) будет превышать потребности Калининградской области в электроэнергии. Таким образом, Калининградская область постепенно превратится из энергодефицитного региона в энергоизбыточный регион.
Избыток электроэнергии предполагается экспортировать за пределы региона по следующим маршрутам:
- после модернизации ЛЭП в Литву, экспортировать электроэнергию в Швецию через NordBalt (завершение строительства в 2015 году);
- после завершения прокладки ЛЭП из Литвы в Финляндию через Эстонию и Латвию — Estlink экспортировать электроэнергию в эти страны;
- после строительства (пока не существующей) ЛЭП между Литвой и Польшей LitPol Link, экспортировать электроэнергию в Польшу;
- после завершения строительства ЛЭП из Калининградской области РФ в Польшу (планируется в 2019 году), экспортировать электроэнергию в Польшу непосредственно из Калининградской области;
- продажа электроэнергии Балтийской АЭС в другие регионы РФ через энергосистему Литвы (в настоящее время действуют три межгосударственных ЛЭП от подстанции города Советска в Литву в города Клайпеда, Юрбаркас и Алитус по 330 киловольт каждая).

В настоящее время в Калининградской области расположено три тепловых электростанции, а также ветроэлектростанция (ВЭС) в посёлке Куликово (5,1 МВт) — демонтирована. Также проектируется ВЭС «Морской ветропарк» (50 МВт).
Большая часть электроэнергии вырабатываемой на Балтийской АЭС предназначена для экспорта за пределы Калининградской области. По договору с ЕС, Польша и страны Балтии обязаны закрыть свои устаревшие тепловые электростанции. Это ещё больше усугубит дефицит электроэнергии в регионе, вызванный закрытием Игналинской АЭС в Литве, бывшим основным производителем электроэнергии в Прибалтике. В частности, Литва вынуждена закупать около 50 % необходимой ей электроэнергии в соседних странах, включая Россию. Для решения проблемы энергодефицита правительство Литвы планирует строительство Висагинской АЭС. Однако, реализация данного проекта приостановилась на неопределённое время из-за недостаточного интереса частных инвесторов.
30 августа 2010 года ОАО «Интер РАО ЕЭС» и ОАО «Росэнергоатом» заключили агентский контракт по долгосрочным поставкам электроэнергии со строящейся Балтийской АЭС. Контракт заключён на 20 лет — с 2016 по 2036 год. Поставки будут идти на экспорт в прибалтийские страны через литовское дочернее предприятие «Интер РАО»- компанию Energijos realizacijos centras (ERC).
4 марта 2011 года ОАО «Интер РАО ЕЭС» и литовская компания «Inter RAO Lietuva» заключила договор об экспорте электроэнергии с Балтийской АЭС. Согласно договору, «Inter RAO Lietuva» с 2017 по 2036 год будет поставлять в страны Балтии и соседние с ними государства до 1000 МВт электроэнергии.
Заявленная экспортная стоимость электроэнергии Балтийской АЭС для литовского рынка составляет 15,5 лит. центов/кВт⋅ч. Невысокая стоимость электроэнергии Балтийской АЭС объясняется тем, что строительство Балтийской АЭС ведётся без заёмных средств (за счёт бюджета).
Стоимость электроэнергии на рынке балтийских стран определяется на единой бирже электроэнергии NordPool. Средняя цена электроэнергии в 2012 году на рынке NordPool составляла 33 евро за МВт⋅ч.
14 марта 2011 года начались переговоры польского государственного предприятия PGE с «Интер РАО ЕЭС» о прокладке линии электропередачи в Польшу. В настоящий момент переток электроэнергии из Калининградской области в Польшу, и Европу в целом, невозможен и из-за того, что энергосистемы не синхронизированы. Для экспорта электроэнергии необходимо построить «вставку постоянного тока» — подстанцию, позволяющую соединить две энергосистемы. Подстанцию предполагается разместить в районе города Мамоново. Количества импортируемой Польшей электроэнергии с Балтийской АЭС хватит для удовлетворения спроса со стороны 8 % жителей Польши.
Пиковая нагрузка объединённой энергетической системы стран Балтии (вместе с Балтийской АЭС) к моменту завершения строительства Балтийской АЭС составит 5,5-6 гигаватт. Доля Балтийской АЭС может составлять 20-25 % от пиковой нагрузки.
В случае постройки, одним из крупных потребителей, вероятно, будет высвободившаяся после остановки Игналинской АЭС Круонисская ГАЭС.

## Ход строительства
Росатом и Правительство Калининградской области подписали соглашение о строительстве атомной электростанции 16 апреля 2008 года. Пуск первого энергоблока АЭС изначально был запланирован на 2016 год.
Приказ об организации работ по сооружению электростанции подписал 13 августа 2008 года С. В. Кириенко. Заказчиком — застройщиком назначено ОАО "Концерн «Росэнергоатом». В качестве генерального проектировщика назначена инжиниринговая компания ОАО «Санкт-Петербургский научно-исследовательский и проектно-конструкторский институт „Атомэнергопроект“» («СПбАЭП»). В начале февраля 2010 года ОАО «Северное управление строительства» (ОАО «СУС»), подконтрольное «СПбАЭП», выиграло конкурс на выполнение первоочередных работ по подготовке площадки строительства Балтийской АЭС.
25 сентября 2009 года Премьер-министр РФ Владимир Путин подписал распоряжение о строительстве на территории Калининградской области двух блоков Балтийской атомной станции мощностью 1150 МВт каждый.
Лицензия на размещение Балтийской АЭС была получена 20 февраля 2010 года.
25 февраля 2010 года Сергей Иванов, глава госкорпорации «Росатом» Сергей Кириенко и губернатор Калининградской области Георгий Боос заложили камень на будущем месте строительства Балтийской АЭС.
Правительство рассчитывает на то, что иностранные энергокомпании, заинтересованные в покупке электроэнергии будущей АЭС, приобретут долю акций станции (не более 49 %) и этим примут участие в финансировании строительства, тем не менее в 2010 г. С. Кириенко заявил, что даже «если не будет иностранных инвесторов, то первый энергоблок мы все равно пустим в 2016 году».
17 ноября 2011 года Федеральная служба по экологическому, технологическому и атомному надзору Ростехнадзор выдала лицензию на сооружение энергоблока № 1 Балтийской АЭС.
21 февраля 2012 года началась заливка первого бетона в фундамент здания безопасности энергоблока № 1. Таким образом был дан старт основному этапу сооружения энергоблока № 1 Балтийской АЭС.
23 апреля 2012 года началась заливка первого бетона в фундамент здания реакторной установки первого энергоблока. Одним массивом залито 1050 кубометров бетона.
29 декабря 2012 — устройство локализации расплава активной зоны (УЛР АЗ) здания реактора энергоблока № 1 установлено на штатное место.
В городе Немане для строителей и энергетиков было начато строительство жилого микрорайона, рассчитанного на 10 тыс. человек. Предусмотрено строительство жилых домов, детских садов и прочей инфраструктуры.
4 июля 2013 года глава «Росатома» С. Кириенко заявил о продлении сроков строительства блоков большой мощности и строительства малых энергоблоков для нужд Калининградской области: «Мы строим два блока по 1200 МВт, а общее потребление Калининградской области 450—500 МВт. В перспективе будет 800 МВт. А ведь мы в первую очередь должны построить блоки АЭС для гарантированного энергообеспечения региона. Если страны Балтии отсоединяются, мы это гарантированное обеспечение сможем дать только блоками малой мощности». Некоторые специалисты считают строительство стратегической ошибкой «Росатома».
26 июля 2013 года строительство Балтийской АЭС было приостановлено в соответствии с поручением президента Владимира Путина.
В марте 2014 появились сообщения, что правительство РФ отказалась от планов построить в Калининградской области АЭС низкой или средней мощности и теперь рассматривает возможность построить станции, которые будут вырабатывать электроэнергию на природном газе или каменном угле.
13 января 2015 года на строительную площадку строящейся АЭС поступили пять дизель-генераторных установок мощностью по 6300 кВт, каждая из которых весит 89 тонн, 4 из которых предназначены для аварийного потребителя..
4 декабря 2015 года министр энергетики РФ Александр Новак заявил, что возобновления строительства АЭС не планируется, так как проблема с дефицитом энергии в области решена.
11 февраля 2016 года в Калининграде прошёл круглый стол, посвящённый энергобезопасности российского эксклава, на котором указывалось о возможностях НАТО и Евросоюза оставить Калининградскую область без электроэнергии за «5—10 секунд». В тот же день НИИ «Атомпроект», входящий в структуру «Росатома», объявил два конкурса на выполнение проектно-изыскательских работ: на проведение радиоэкологического мониторинга окружающей среды в районе Балтийской АЭС и на геодинамические исследования пункта и площадки строительства станции.
17 июня 2016 года заместитель министра развития инфраструктуры Калининградской области Игорь Калинин заявил, что Балтийская атомная электростанция продолжает строиться: «Балтийская АЭС строится, только не в том темпе, в каком бы хотелось. Все идет в плановом режиме. Закупается оборудование. Каждый год защищается инвестпрограмма» — заявил Игорь Калинин.
1 апреля 2017 года корпус реактора, изначально предназначенный для Балтийской АЭС, был доставлен для установки на строящейся в Белоруссии однотипной АЭС Островец.
Возникали идеи достройки реактора за счёт польских инвестиций, с дальнейшей продажей электроэнергии Польше, однако летом 2020 года представитель польского правительства по стратегической энергетической инфраструктуре Петр Наимский заявил, что присоединение планируемой к завершению Балтийской АЭС к энергосистеме Польши «просто невозможно».
14 ноября 2017 на заседании комитета Госдумы по энергетике заместитель гендиректора «Росэнергоатома» Алексей Жуков заявил о том, что концерн согласовывает возможность продолжения строительства атомной электростанции в Калининградской области. Однако 26 сентября 2018 года приказом АО «Концерн Росэнергоатом» строительство станции было официально приостановлено. А в 2020 году выбрана проектная организация с целью создания проекта консервации недостроенных сооружений, завершить консервацию планируется в 2024 году.
В декабре 2021 года на территории замороженной стройки АЭС возникла идея производить электромобили, а в 2023 году начали возводиться цеха по производству аккумуляторов.

## Руководство дирекции строящейся АЭС
- Анатолий Анатольевич Козлов — директор филиала ОАО «Концерн Росэнергоатом» — «Дирекции строящейся Балтийской атомной станции»[35] с начала существования филиала.
- Евгений Иванович Власенко — директор филиала ОАО «Концерн Росэнергоатом» — «Дирекции строящейся Балтийской атомной станции» с ноября 2010 г.
- Виталий Алексеевич Трутнев — директор филиала ОАО «Концерн Росэнергоатом» — «Дирекции строящейся Балтийской атомной станции» с марта 2014 г.
- Сергей Александрович Сухов — директор филиала ОАО «Концерн Росэнергоатом» — «Дирекции строящейся Балтийской атомной станции» с августа 2017 г.